# Dongtou
Dongtou (fil) är ett härad som lyder under Wenzhous stad på prefekturnivå i Zhejiang-provinsen i östra Kina. Häradet omfattar Dongtouöarna, en ögrupp i Östkinesiska havet öster om storstaden Wenzhou. Befolkningen uppgick till 96 435 invånare vid folkräkningen år 2000, varav 16 910 invånare bodde i huvudorten Bei'ao. Dongtou var år 2000 indelat i tre köpingar (zhen) och åtta socknar (xiang).